# Derephysia foliacea
Derephysia foliacea är en insektsart som först beskrevs av Carl Fredrik Fallén 1807.  Derephysia foliacea ingår i släktet Derephysia, och familjen nätskinnbaggar. Arten är reproducerande i Sverige.